# Igelsjön (Gryts socken, Södermanland)
Igelsjön är en sjö i Gnesta kommun i Södermanland och ingår i Trosaåns huvudavrinningsområde. Igelsjön ligger i Igelsjöskogens naturreservat som i sin helhet är ett Natura 2000-område.